# Les Marchés de Provence
Incroyablement Pour qui veille l'étoile
Les Marchés de Provence est une chanson de Gilbert Bécaud sortie en 1957, coécrite avec Louis Amade. Elle est inspirée par le marché provençal du cours Lafayette de Toulon.

## Histoire et contexte
À la suite d'un concert, organisé quelques mois avant la sortie de la chanson, Gilbert Bécaud décide d'emmener son parolier Louis Amade, en Provence et plus précisément sur la Côte d'Azur, région où il a vécu une partie de son enfance. Lors d'une promenade dans un village, un jour de marché, il évoque à son ami ses souvenirs de marché de Toulon qu'il visitait, enfant, avec sa mère. Enchanté par ce séjour, Louis Amade compose le texte de ce qui sera un succès commercial de l'année 1957.
Cette chanson est directement liée à la naissance d'une idylle entre Gilbert Bécaud et l'actrice Brigitte Bardot. À l'occasion du lancement de celle-ci, le chanteur propose à l'actrice de paraître dans un clip musical afin d'illustrer sa composition et dans lequel Brigitte Bardot apparait en se promenant parmi les étals d'un marché.

## Thème
Le thème musical de la chanson se présente sous la forme d'une farandole qui accentue le côté joyeux et la nature provençale de l'objet spécifique des marchés provençaux. Gilbert Bécaud y présente les nombreux produits proposés aux passants se déplaçant parmi les stands et les étals de fruits, de légumes, de fleurs et même de poissons, en appuyant également sur la sonorité spécifique du lieu:
« 
Et par-dessus tout ça on vous donne en étrenne

L'accent qui se promène et qui n'en finit pas  »

## Distribution
La chanson est sortie sur un 45 tours, distribué sous le label La voix de son maître, en 1957 (référence EGF 284) avec trois autres chansons : Salut les copains et Incroyablement (face A) et Pour qui veille l'étoile (face B)